# 斯塔什基
51°20′34″N 28°49′16″E / 51.34278°N 28.82111°E
斯塔什基（烏克蘭語：Сташки），是烏克蘭北部的村莊，隸屬日托米爾州的科羅斯滕區。該村始建於1924年，面積1.48平方公里，海拔高度154米，2001年人口325，人口密度每平方公里219.59人。